# Apeadero de Couto de Cambeses

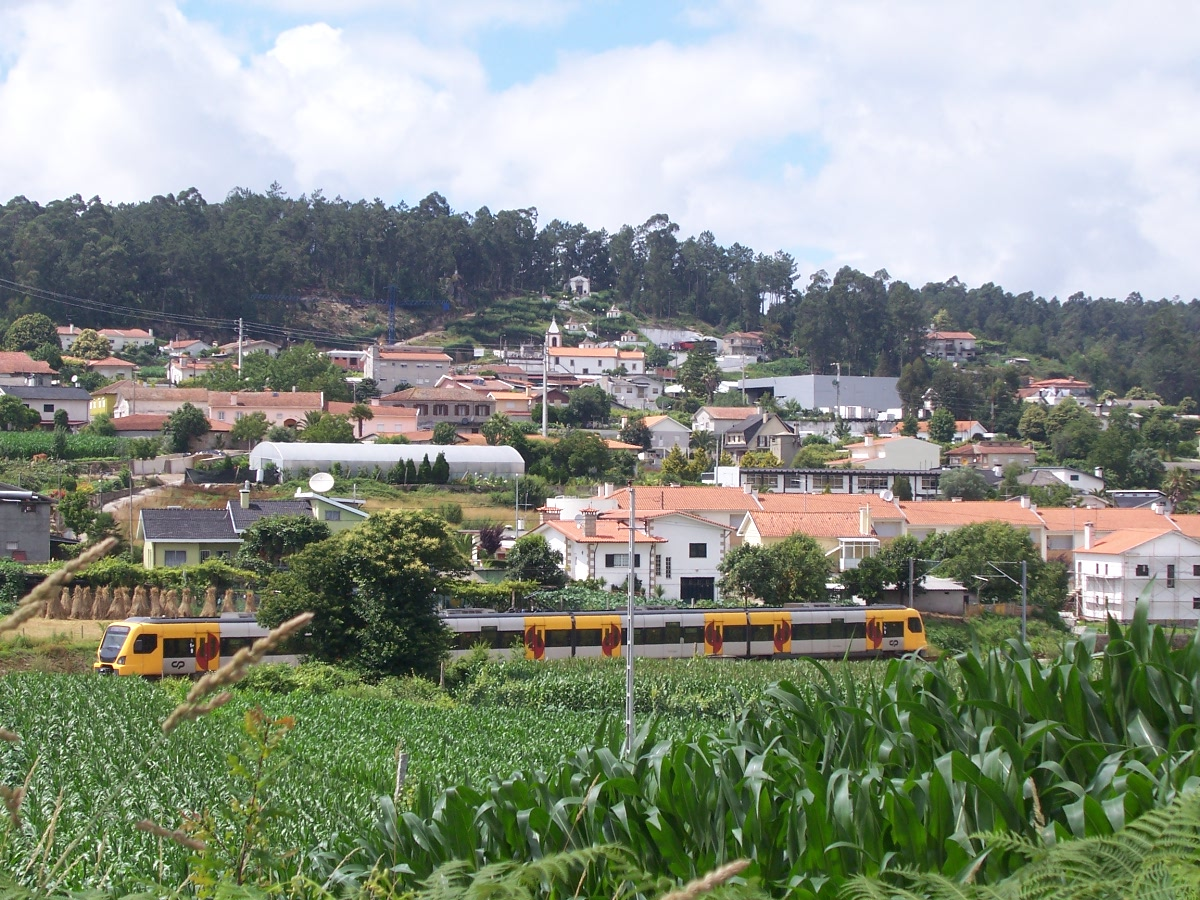
Cambeses

El Apeadero de Couto de Cambeses es una infraestructura ferroviaria del Ramal de Braga, que sirve a la localidad de Cambeses, en el ayuntamiento de Barcelos, en Portugal.

## Historia
El Ramal de Braga fue totalmente inaugurado el 21 de mayo de 1875.